# Marielle Martinsen
Marielle Martinsen (født 14. februar 1995 i Bærum, Norge) er en norsk håndboldspiller, der spiller for danske Viborg Håndbold Klub i Damehåndboldligaen. Hun har desuden også repræsenteret Norge i strandhåndbold, ved internationale turneringer.

## Karriere
Hun spillede fra 2016 til 2020, for den norske 1. divisionsklub Aker Topphåndball, som senere oprykkede til Eliteserien. I klubben havde hun stor succes, hvor hun i hendes sidste sæson, var klubbens topscorer og ligaen ottendemest scorende spiller med 107 mål.
Hun skiftede i sommeren 2020, til den danske ligaklub Aarhus United, på en 2-årig kontrakt. Martinsen udtalte følgende til TV2 Sport, i forbindelse med skiftet til Aarhus-klubben: "Jeg glæder mig utrolig meget til at komme til Danmark og prøve mine kræfter af. Jeg ser Aarhus United som en god mulighed for at tage det næste store skridt i min håndboldudvikling, og jeg glæder mig meget til at arbejde sammen med Heine Eriksen og de mange dygtige spillere i klubben. Jeg er sikker på, at vi sammen kan løfte Aarhus United i årene fremover."